# Покраска
Покраска — сложная физико-химическая технология, результатом которой является сформированное прочное лако-красочное покрытие на поверхности твёрдых материалов. Материалы, образующие такое покрытие, вступают во взаимодействие с окрашиваемой поверхностью в жидком состоянии. Нанесение краски на окрашиваемый предмет осуществляют либо контактным, либо бесконтактным способом. В момент нанесения краска может находиться как в непрерывном объёмном состоянии, так и в мелкодисперсном, либо порошкообразном состоянии.
Явление сцепления материала покрытия с твёрдой основой называют адгезией, являющейся предметом физической химии.
Покраска представлена множеством технологий, технологических инструментов и оборудования.
На стадии термообработки нанесённого слоя краски происходит улучшение сцепления материала краски с материалом основы, растекание, полимеризация и связывание островков краски в непрерывный монолитный слой.
Среди способов придания окраски покраска отличается от крашения тем, что изменение цвета связано с нанесением на окрашиваемый предмет плёнки, не затрагивая изменения цвета внутренней области предмета.
Функции покраски:
- придание поверхности механических и химических защитных свойств[1][2],
- декорирование поверхности.

Покрасочный цикл состоит из
- подготовки поверхности (очистки, шлифовки, грунтовки),
- нанесения ЛКМ,
- термообработки.

Оборудование включает:
- печи, термошкафы;
- распылительное оборудование;
- инструменты (краскопульт, компрессор, кисть, вискозиметр).

Среди технологий покраски:
- порошковая покраска;
- покраска в электростатическом поле.

При промышленной покраске детали на этапы цикла подаются конвейером.